# Pál Forgách
Pál Štefan Forgách (Csejte, 5 giugno 1696 – 15 febbraio 1759) è stato un vescovo cattolico ungherese.

## Biografia
Figlio di Pál il vecchio (Ungvár, 1677 - 1746) ed Emerencia Révay de Trebosztó (1680 - Csejte, 1703), fu vescovo di Gran Varadino, Vác e spano di Bihar.
A Gran Varadino si impegnò in grande opere di riqualificazione della città, chiamando al suo servizio l'architetto e ingegnere viennese Franz Anton Hillebrandt.
Nel 1752 pose la prima pietra della cattedrale di Gran Varadino.

## Genealogia episcopale
La genealogia episcopale è:
- Cardinale Sigismund von Kollonitz
- Vescovo Pál Forgách